# Glikoprotein-N-acetilgalaktozamin 3-b-galaktoziltransferaza
Glikoprotein--acetilgalaktozamin 3-b-galaktoziltransferaza (EC 2.4.1.122, uridin difosfogalaktoza-mucin beta-(1->3)-galaktoziltransferaza, UDP-galaktoza:glikoprotein--acetil--galaktozamin 3-beta--galaktoziltransferaza) je enzim sa sistematskim imenom UDP-alfa--galaktoza:glikoprotein--acetil--galaktozamin 3-beta--galaktoziltransferaza. Ovaj enzim katalizuje sledeću hemijsku reakciju
UDP-alfa--galaktoza + glikoprotein N-acetil--galaktozamin {\displaystyle \rightleftharpoons } UDP + glikoprotein D-galaktozil-(1->3)-N-acetil--galaktozamin
Neredukujući za O-serin-vezani N-acetilgalaktozaminski ostaci mucinskih glikoproteina mogu da budu akceptori.

## Literatura
- Nicholas C. Price; Lewis Stevens (1999). Fundamentals of Enzymology: The Cell and Molecular Biology of Catalytic Proteins (Third изд.). USA: Oxford University Press. ISBN 019850229X.
- Eric J. Toone (2006). Advances in Enzymology and Related Areas of Molecular Biology, Protein Evolution (Volume 75 изд.). Wiley-Interscience. ISBN 0471205036.
- Branden C; Tooze J. Introduction to Protein Structure. New York, NY: Garland Publishing. ISBN 0-8153-2305-0.
- Irwin H. Segel. Enzyme Kinetics: Behavior and Analysis of Rapid Equilibrium and Steady-State Enzyme Systems (Book 44 изд.). Wiley Classics Library. ISBN 0471303097.

## Spoljašnje veze
- Glycoprotein-N-acetylgalactosamine+3-beta-galactosyltransferase на 